# Jutge Dredd
Jutge Dredd (títol original en anglès: Judge Dredd) és una pel·lícula estatunidenca dirigida per Danny Cannon i estrenada l'any 1995. És l'adaptació d'uns dibuixos homònims apareguts a la revista 2000 AD. Ha estat doblada al català.

## Argument
Després d'una apocalipsi nuclear, el 2139, la civilització sobreviu en gegantines ciutats. Des de dalt, els barris afavorits, fins l baix on la misèria roman i on, per mantenir l'ordre, els jutges patrullen sobre poderoses motos volants. Són a la vegada policies, jutges i botxins. Entre ells, el Jutge Dredd.
Acusat de l'homicidi d'un periodista, el Jutge Dredd ha de provar la seva innocència amb l'ajuda de la seva companya d'equip, la jutgessa Hershey, i Herman Ferguson. Descobreix que de fet és el fruit d'una experiència genètica (el projecte Janus) i que el seu millor amic, el jutge Rico, que és enviat a la presó, és el seu germà, també fruit d'aquest projecte de manipulacions genètiques. Tot allò del que se l'acusa ha estat perpetrat per Rico, que s'ha evadit i vol dirigir la ciutat amb l'ajuda de clons d'ell mateix, que reemplaçaran els jutges.

## Repartiment
- Sylvester Stallone: Jutge Dredd
- Armand Assante: Rico Dredd
- Rob Schneider: Herman "Fergie" Ferguson
- Jurgen Prochnow: Jutge Griffin
- Max von Sydow: Jutge suprem Fargo
- Diane Lane: Jutge Hershey
- Balthazar Getty: Cadet Nathan Olmeyer
- Ewen Bremner: Junyr Angel
- (no surts als crèdits) James Remar: El cap de la banda
- Joanna Miles: Jutge Evelyn McGruder
- Joan Chen: Metge Ilsa Hayden
- Mitchell Ryan: Vartis Hammond
- Maurice Roëves: Guardià Miller
- Ian Dury: Geiger
- Angus MacInnes: Jutge Gerald Silver
- Louise Delamere: Jutge
- Phil Smeeton: Link Angel
- Steve Toussaint: Cap dels caçadors de primes
- Bradley Savelle: Jutge Hunter

## Premis i nominacions
- Nominat per quatre premis Saturn: Millor vestuari, millor maquillatge, millor film de ciència-ficció, millors efectes especials per l'Acadèmia de cinema de Ciència-Ficció, de terror i de Fantasia
- Tria dels lectors 1995 a la revista Sci-Fi Universe
- 1995: Premis Razzie: Nominada a Pitjor actor (Stallone)

## Crítica
- "Stallone tiba els músculs, sobretot els facials, per donar vida a un jutge futurista que reparteix justícia en una ciutat extralimitada a força de cops"[3]

## Al voltant de la pel·lícula
- El film va ser rodat en part a Islàndia i als estudis de Shepperton a Anglaterra.[4]